# The Revolution Will Not Be Televised
The Revolution Will Not Be Televised är en dikt och en sång av Gil Scott-Heron som släpptes första gången 1970 på albumet "Small Talk at 125th and Lenox" men har gjorts om och även parodierats flera gånger.